# Eisner Award para Best Writer/Artist
O Eisner Award para Best Writer/Artist (em português, Melhor Roteirista/Ilustrador ou Melhor Roteirista/Desenhista) é uma das categorias do Will Eisner Comic Industry Award, popularmente conhecido como Eisner Awards. A cerimônia foi estabelecida em 1988 e desde então é realizada durante a convenção "Comic-Con", que ocorre anualmente em San Diego, Califórnia.
A categoria é uma das dez categorias presentes na premiação desde a sua primeira edição, embora entre 1995 e 2008 tenha sido dividida em duas categorias distintas, destinadas a premiar os melhores profissionais em "humor" e "drama" separadamente. O primeiro prêmio foi atribuído em 1988 à dupla Alan Moore (roteirista) e Dave Gibbons (ilustrador), pelo trabalho na minissérie Watchmen. No ano seguinte, o prêmio seria concedido pela primeira vez a um único indivíduo, Paul Chadwick, que acumulava as funções de roteirista e ilustrador da série Concrete.
Em 1995, os primeiros vencedores das categorias "Humor" e "Drama" foram, respectivamente, Mike Mignola (roteirista e ilustrador de Hellboy) e Jeff Smith (roteirista e ilustrador de Bone). Desde 2009 a categoria voltou a ser apresentada no formato original, premiando o conjunto de roteirista e ilustrador que melhor desempenharam essa função no ano anterior, podendo o prêmio ser concedido à uma equipe ou a um profissional que acumule as funções. A atual detentora do prêmio é Raina Telgemeier, por seu trabalho em Guts.

## Histórico
Entre 1985 e 1987, a editora Fantagraphics Books promoveu o Kirby Awards, uma premiação dedicada à indústria das histórias em quadrinhos e com os vencedores recebendo seus prêmios sempre com a presença do artista Jack Kirby. As edições do Kirby Awards eram organizadas por Dave Olbrich, um funcionário da editora. Em 1987, com a saída de Olbrich, a Fantagraphics decidiu encerrar o Kirby Awards e instituiu o Harvey Awards, cujo nome é uma homenagem à Harvey Kurtzman. Olbrich, por sua vez, fundou no mesmo ano o "Will Eisner Comic Industry Award".
Em 1988, a primeira edição do prêmio foi realizada, no mesmo modelo até hoje adotado: Um grupo de cinco membros reúne-se, discute os trabalhos realizados no ano anterior, e decide as indicações para cada uma das categorias, que são então votadas por determinado número de profissionais e os ganhadores são anunciados durante a edição daquele ano da San Diego Comic-Con, uma convenção de quadrinhos realizada em San Diego, Califórnia. Por dois anos o próprio Olbrich organizou a premiação até que, ao ver-se incapaz de reunir os fundos necessários para realizar a edição de 1990 - que acabou não ocorrendo - ele decidiu transferir a responsabilidade para a própria Comic-Con, que desde 1990 emprega Jackie Estrada para organizá-lo. A premiação costumeiramente ocorre às quintas-feiras à noite, durante a convenção, sendo sucedida na sexta-feira pelos Inkpot Awards.

## Vencedores deBest Writer/ArtisteBest Writer/Artist Teamentre 1988 e 1994
| Ano  | Roteirista              | Ilustrador         | Obra (s)            | Editora            | Indicados | Nota               |
| ---- | ----------------------- | ------------------ | ------------------- | ------------------ | --- | ------------------ |

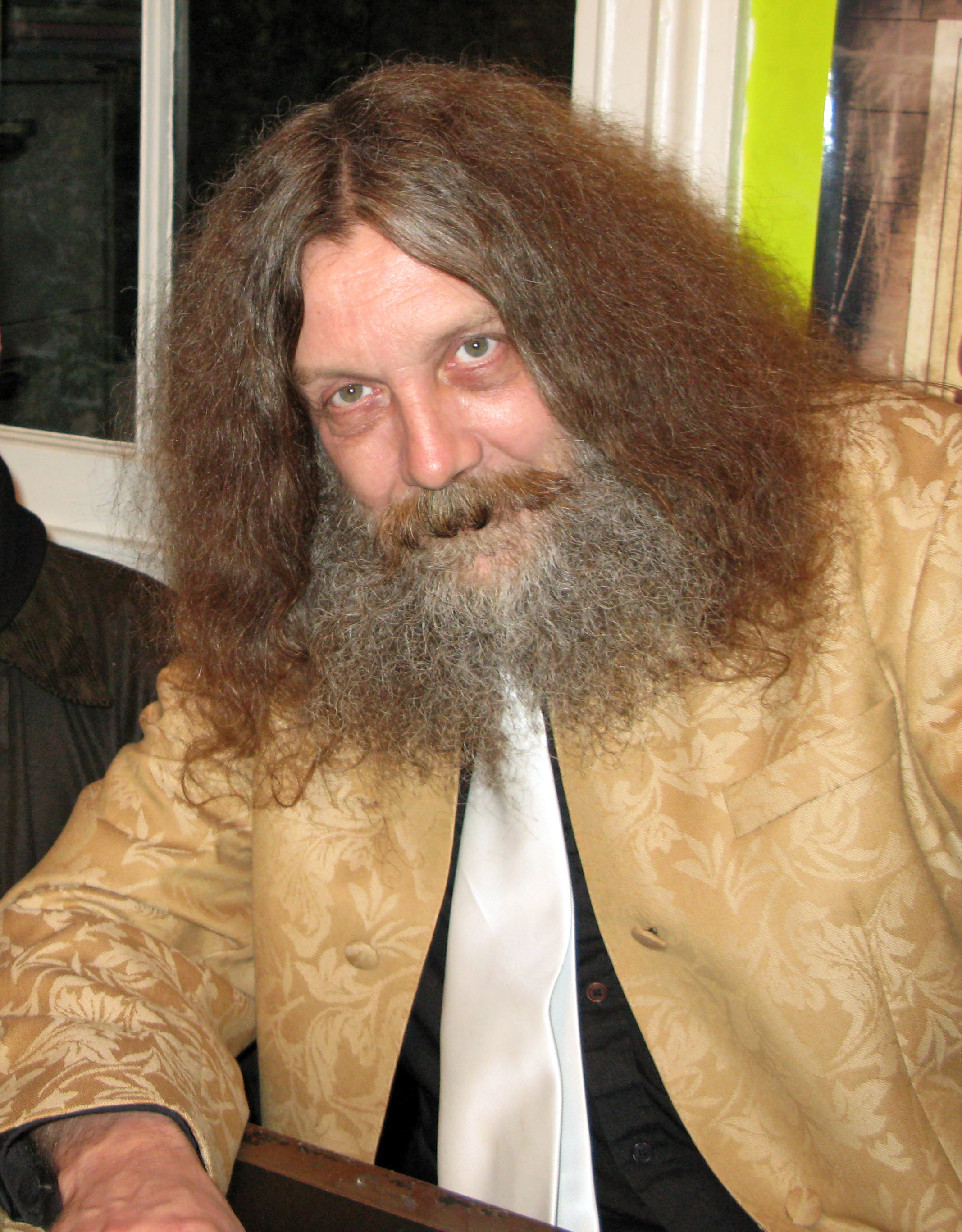
Alan Moore, escritor vencedor da primeira edição da categoria, em 1988, ao lado do artista Dave Gibbons.

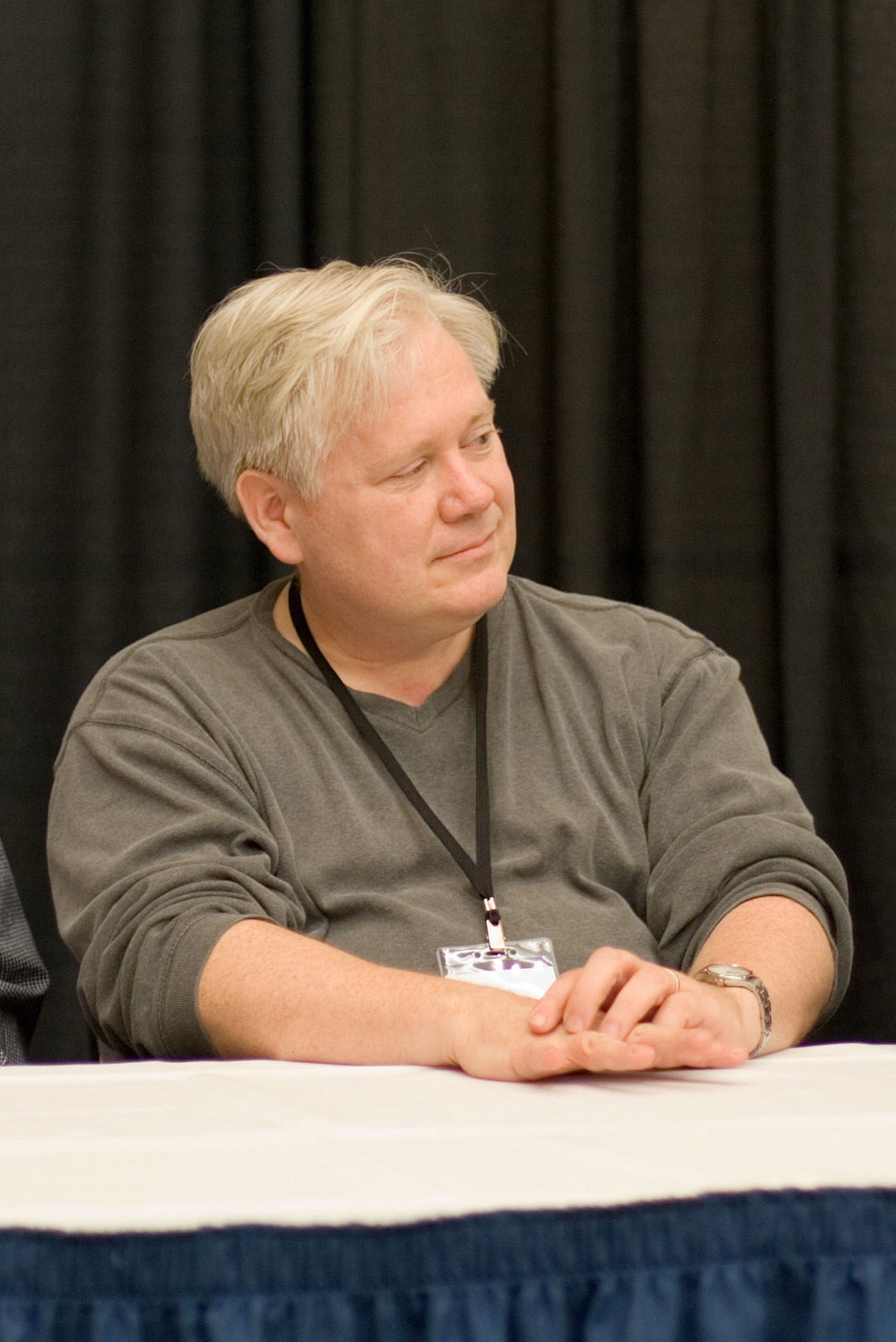
Paul Chadwick foi indicado à categoria em 1988, mas perdeu para a dupla Alan Moore e Dave Gibbons. No ano seguinte, foi novamente indicado, e sagrou-se vencedor por seu trabalho em sua série autoral Concrete.

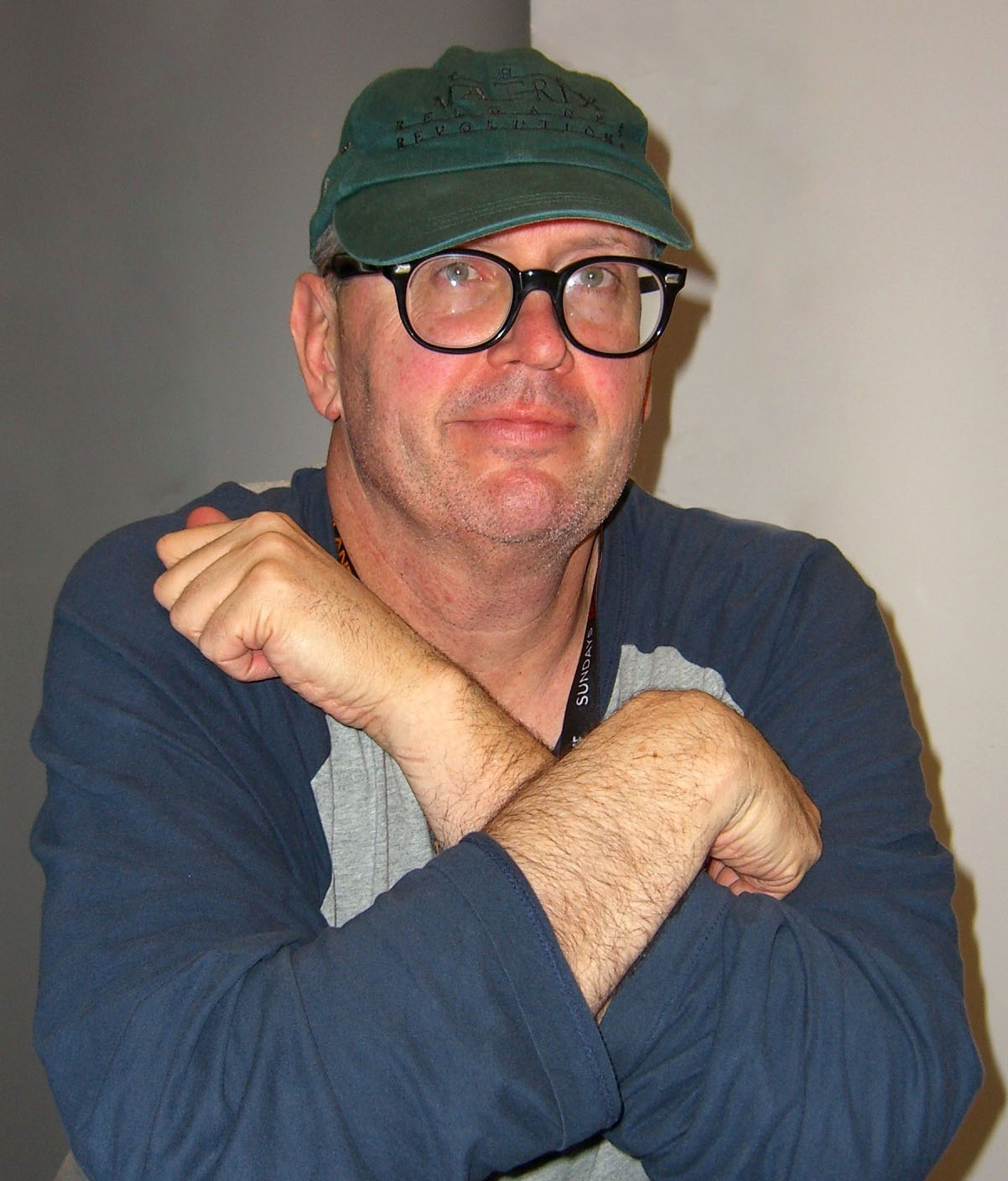
O ilustrador Geof Darrow compartilhou uma indicação em 1991 com Frank Miller, pelo trabalho realizado em Hard Boiled. A dupla sairia vencedora naquele ano e, separadamente, Darrow venceria a categoria uma segunda vez em 2006.

| 1988 | Alan Moore              | Dave Gibbons       | Watchmen            | DC Comics          | - Paul Chadwick, por Concrete (Dark Horse) - Scott McCloud, por Zot! (Eclipse) | [ 7 ]              |
| 1989 | Paul Chadwick           | Paul Chadwick      | Concrete            | Dark Horse         | - Mike Baron, Steve Rude e vários artistas, por Nexus (First) - Mark Schultz, for Xenozoic Tales (Kitchen Sink) - James Vance e Dan Burr, por Kings In Disguise (Kitchen Sink) - Reed Waller e Kate Worley, por Omaha the Cat Dancer (Kitchen Sink) | [ 8 ]              |
| 1991 | Frank Miller            | Geof Darrow        | Hard Boiled         | Dark Horse         | - Peter Bagge, por Hate (Fantagraphics) - Eddie Campbell - Gilbert Hernandez, por Love and Rockets (Fantagraphics) - Jaime Hernandez, por Love and Rockets (Fantagraphics) - Dave Sim, por Cerebus (Aardvark-Vanaheim) | [ 9 ] [ 10 ]       |
| 1992 | Peter David             | Dale Keown         | The Incredible Hulk | Marvel             | - John Byrne, por Next Men, Dark Horse Presents, 2112 (Dark Horse), She-Hulk e Namor (Marvel) - Paul Chadwick, por Concrete: Fragile Creature (Dark Horse) - David Chelsea, por David Chelsea In Love (Eclipse) - Max Allan Collins e Terry Beatty, por Ms. Tree Quarterly (DC) - Gilbert Hernandez, por Love and Rockets (Fantagraphics) - Jaime Hernandez, por Love and Rockets (Fantagraphics) - Frank Miller, por "Sin City" em Dark Horse Presents (Dark Horse) - Dave Sim e Gerhard, por Cerebus (Aardvark-Vanaheim) | [ 11 ]             |
| 1993 | Best Writer/Artist      | Best Writer/Artist | Best Writer/Artist  | Best Writer/Artist | Best Writer/Artist | Best Writer/Artist |
| 1993 | Frank Miller            | Frank Miller       | Sin City            | Dark Horse         | - Michael Allred, por Madman (Tundra) - Peter Bagge, por Hate (Fantagraphics) - Eddie Campbell, por Deadface e The Eyeball Kid (Dark Horse) - Dan Clowes, por Eightball (Fantagraphics) - Roberta Gregory, por Naughty Bits (Fantagraphics) - Mark Schultz, por Xenozoic Tales (Kitchen Sink) - Jeff Smith, por Bone (Cartoon Books) - Bryan Talbot, por "Mask" em Legends of the Dark Knight (DC) - Matt Wagner, por "Faces" em Legends of the Dark Knight (DC)                                                           | [ 12 ]             |
| 1993 | Best Writer/Artist Team |                    |                     |                    | |                    |
| 1993 | Mike Baron              | Steve Rude         | Nexus: The Origin   | Dark Horse         | - Ed Brubaker e Eric Shanower, por "An Accidental Death" em Dark Horse Presents (Dark Horse) - Neil Gaiman e Dave McKean, por Signal to Noise (VG Graphics/Dark Horse) - Neil Gaiman e Shawn McManus, por "A Game of You" em Sandman (DC) - Neil Gaiman e Jill Thompson, por "Brief Lives" em Sandman (DC) - Alan Moore e Eddie Campbell, por "From Hell" em Taboo (SpiderBaby Graphix/Tundra) - Dave Sim e Gerhard, por Cerebus (Aardvark-Vanaheim) - Matt Wagner e Patrick McEown, por Grendel: War Child (Dark Horse)   | [ 12 ]             |
| 1994 | Jeff Smith              | Jeff Smith         | Bone                | Cartoon Books      | - Phil Foglio, por Xxxenophile (Palliard Press) - Roberta Gregory, por Naughty Bits (Fantagraphics) - Stan Sakai, por Usagi Yojimbo (Fantagraphics/Mirage) - William Van Horn, por Walt Disney's Comics & Stories e Donald Duck Adventures (Gladstone) | [ 13 ]             |

## Vencedores deBest Writer/ArtisteBest Writer/Artist: Dramaentre 1995 e 2008
| Ano  | Roteirista     | Ilustrador     | Obra (s)                                                                         | Editora           | Indicados | Nota   |
| ---- | -------------- | -------------- | -------------------------------------------------------------------------------- | ----------------- | --- | ------ |

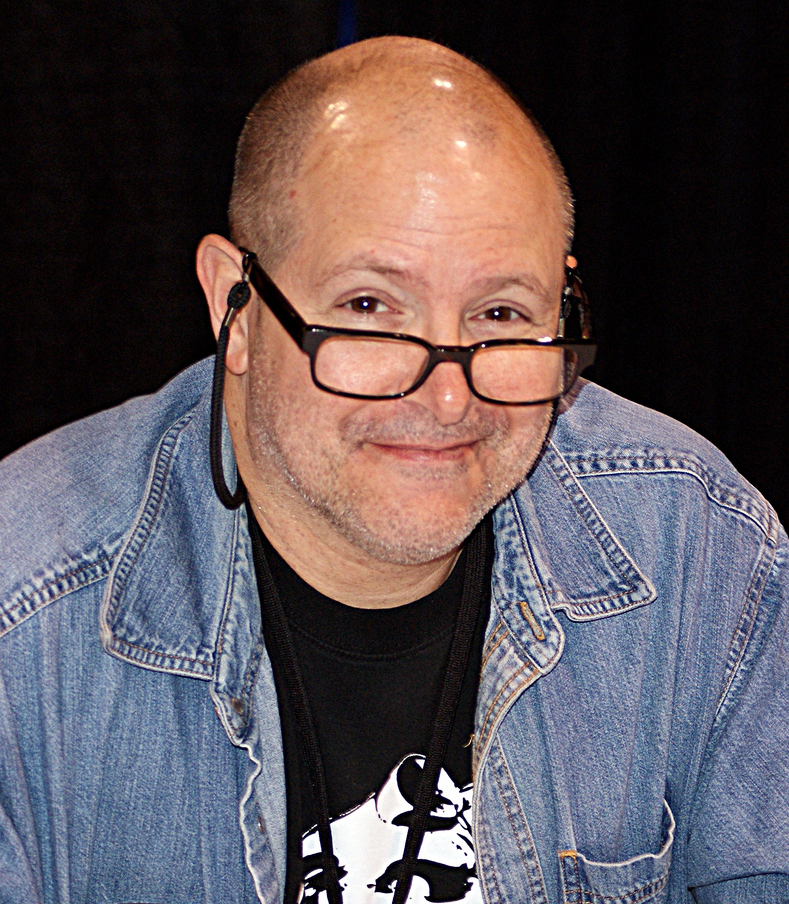
Mike Mignola, criador e capista da série Hellboy, vencedor em 1995, 1997 e 1998.

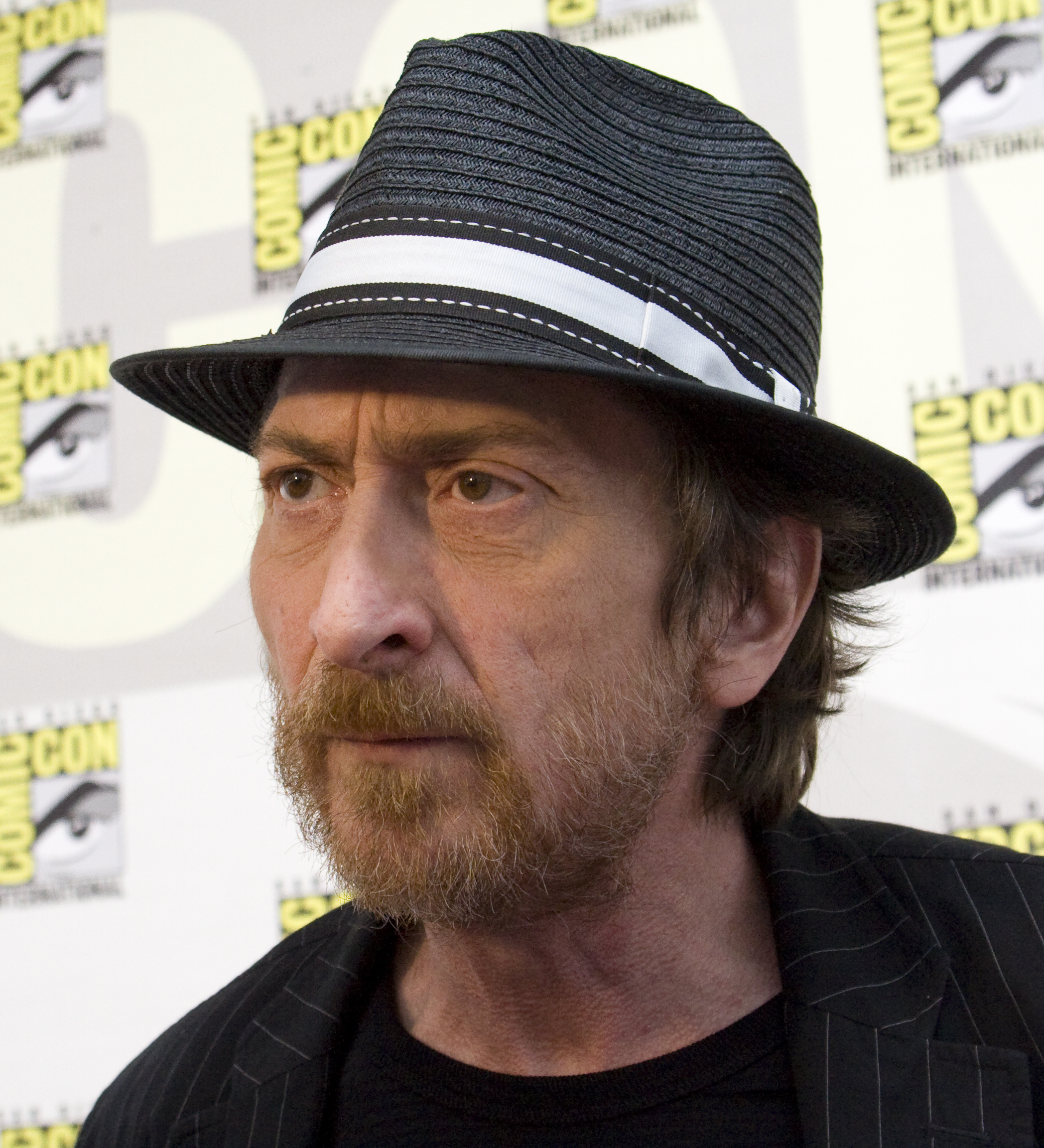
Frank Miller, vencedor em 1991. Como escritor e artista, venceria uma segunda vez a categoria em 1993, por Sin City e novamente em 1999, por 300.

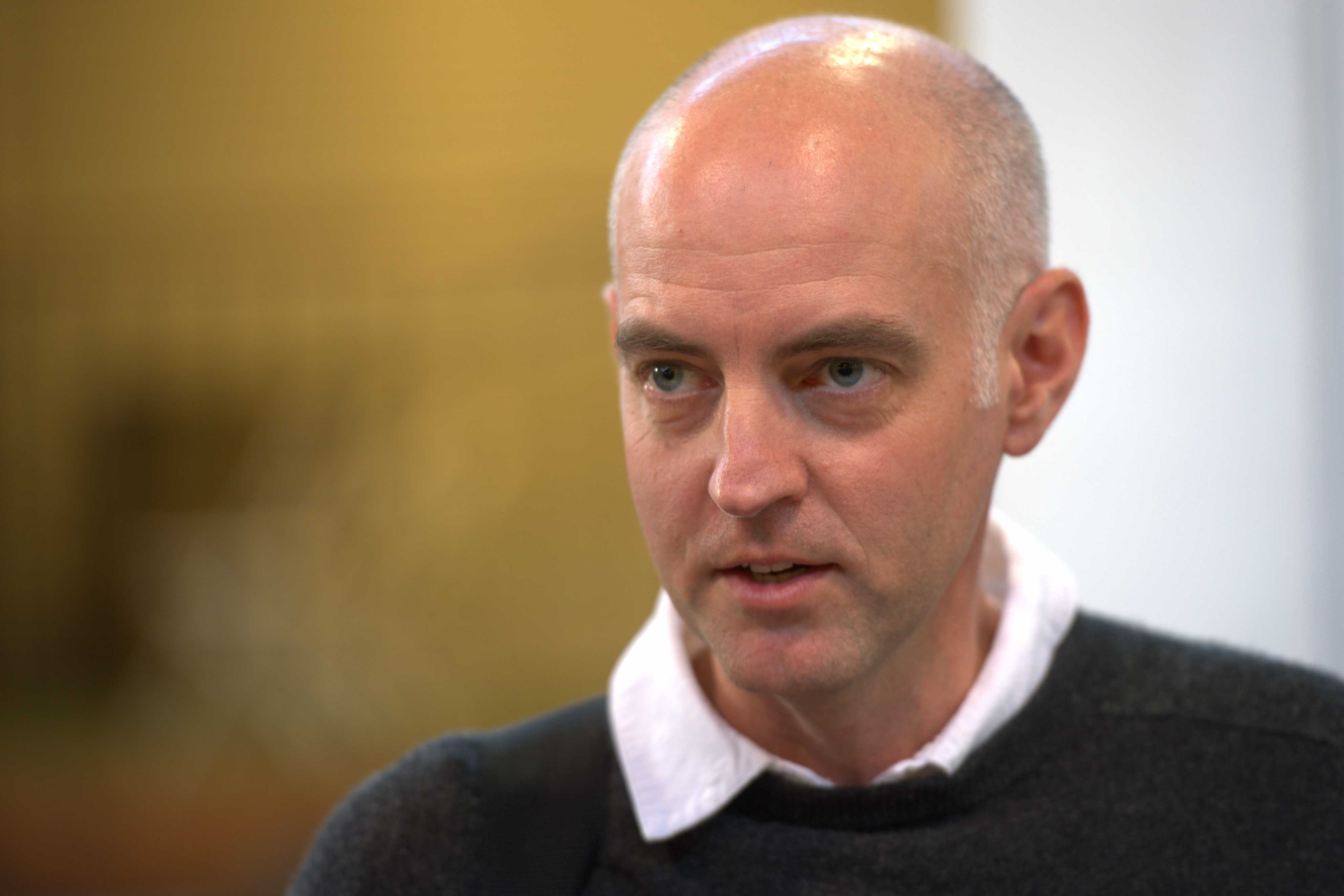
Daniel Clowes, vencedor em 2000 e 2002 por seu trabalho em Eightball.

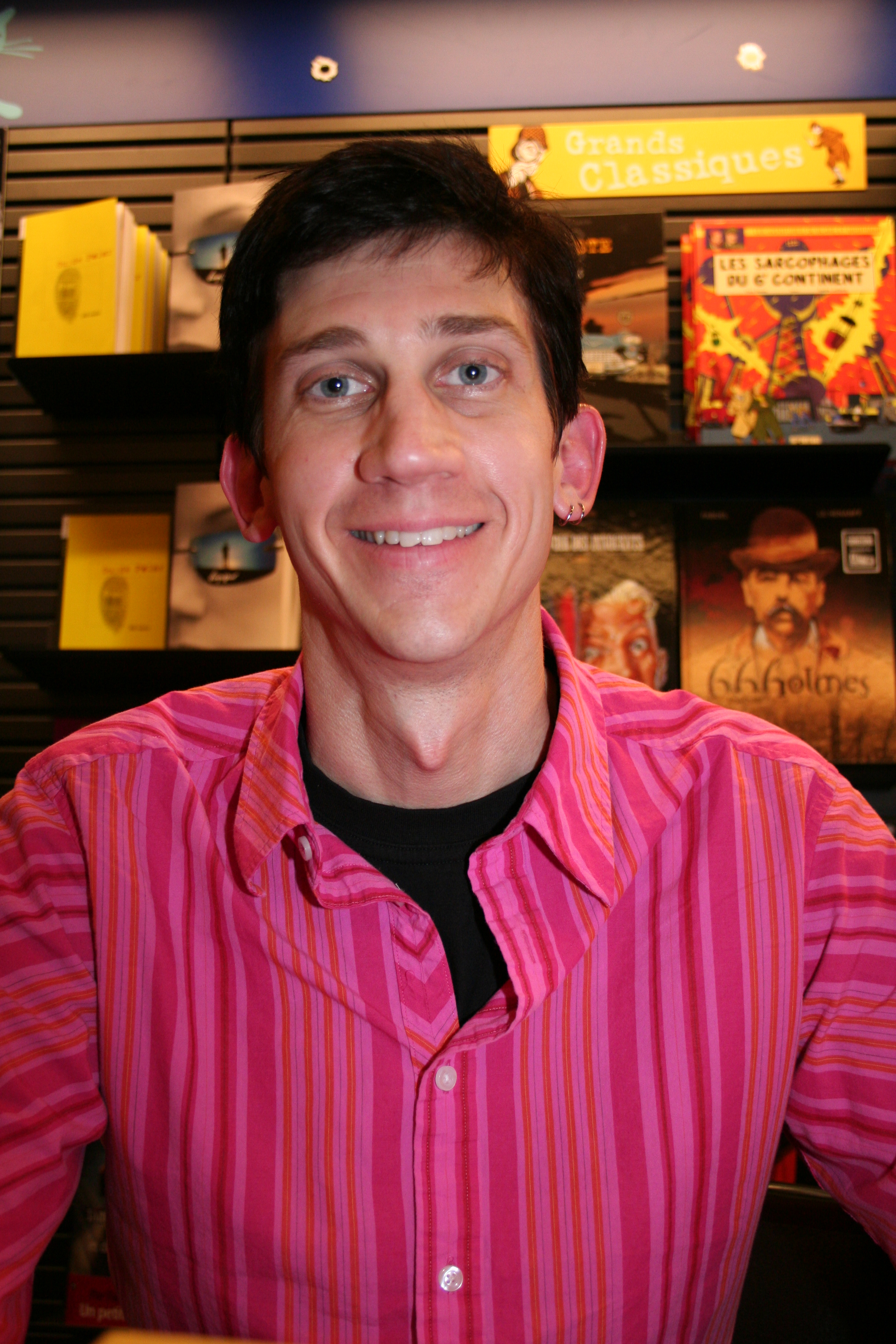
Eric Shanower, vencedor em 2001 e 2003 por seu trabalho na série Age of Bronze.

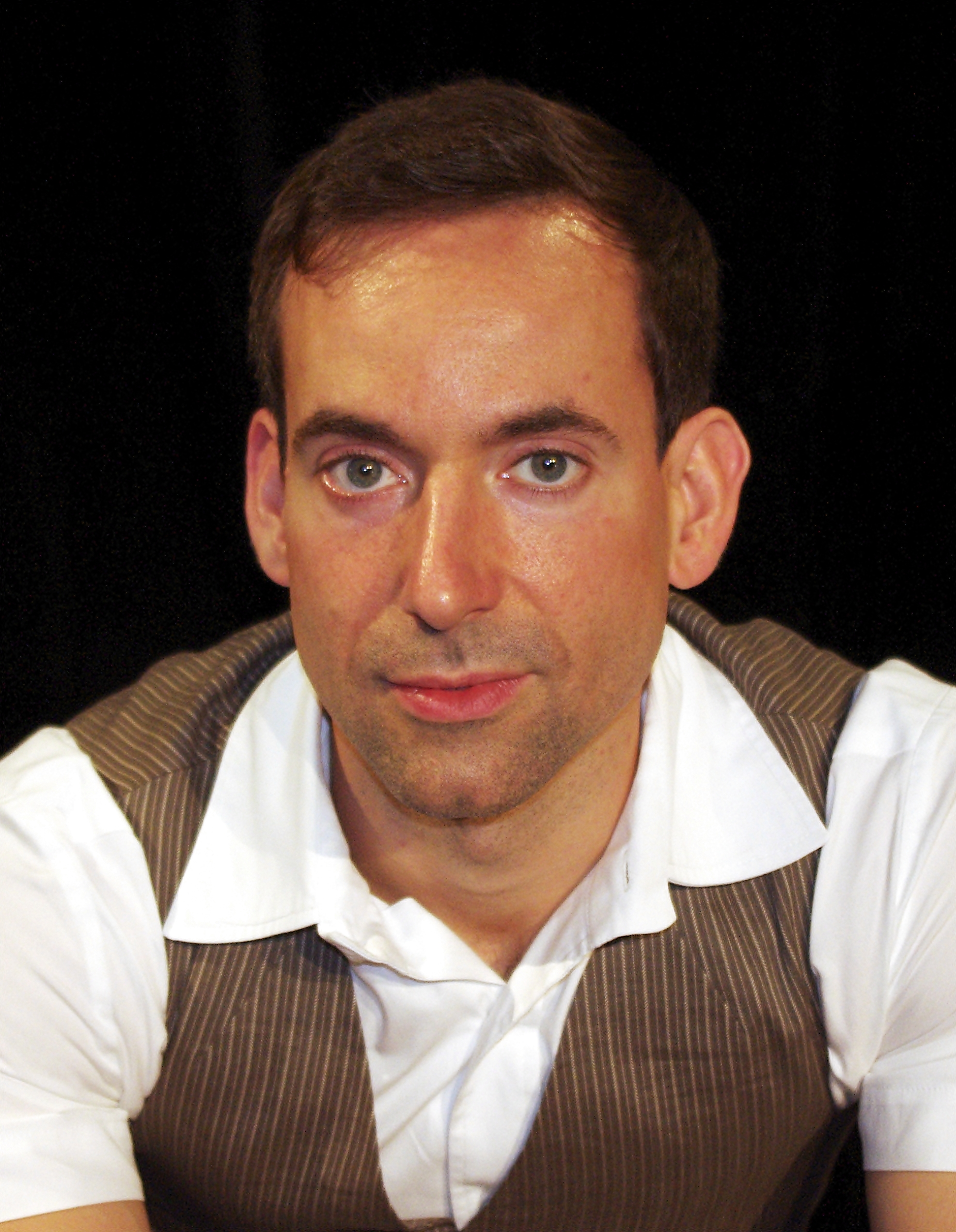
Craig Thompson, vencedor em 2004 por Blankets. Posteriormente, venceria a categoria uma segunda vez em 2012, por seu trabalho em Habibi.

| 1995 | Mike Mignola   | Mike Mignola   | Hellboy: Seed of Destruction                                                     | Dark Horse/Legend | - Paul Chadwick, por Concrete: Killer Smile (Dark Horse/Legend) - Jason Lutes, por Jar of Fools (Penny Dreadful) - Terry Moore, por Strangers in Paradise (Abstract Studio) - Bryan Talbot, por The Tale of One Bad Rat (Dark Horse)                                                                          | [ 14 ] |
| 1996 | David Lapham   | David Lapham   | Stray Bullets                                                                    | El Capitan        | - Charles Burns, por Black Hole (Kitchen Sink) - Howard Cruse, por Stuck Rubber Baby (Paradox Press) - Will Eisner, por Dropsie Avenue: The Neighborhood (Kitchen Sink) - Joe Sacco, por Palestine (Fantagraphics) - Osamu Tezuka, por Adolf: A Tale of the Twentieth Century (Cadence Books)                 | [ 15 ] |
| 1997 | Mike Mignola   | Mike Mignola   | Hellboy: Wake the Devil                                                          | Dark Horse/Legend | - Paul Grist, por Kane (Dancing Elephant Press) - Joe Kubert, por Fax from Sarajevo (Dark Horse) - David Lapham, por Stray Bullets (El Capitan) - Stan Sakai, por Usagi Yojimbo (Dark Horse) - Osamu Tezuka, por Adolf (Cadence Books)                                                                        | [ 16 ] |
| 1998 | Mike Mignola   | Mike Mignola   | Hellboy: Almost Colossus Hellboy Christmas Special Hellboy Jr. Halloween Special | Dark Horse        | - Dan Clowes, por Eightball (Fantagraphics) - Rick Geary, por The Borden Tragedy (NBM) - Vittorio Giardino, por A Jew in Communist Prague (NBM) - David Lapham, por Stray Bullets e Amy Racecar Color Special #1 (El Capitan) - Jason Lutes, por Berlin (Black Eye) - Linda Medley, por Castle Waiting (Olio) | [ 17 ] |
| 1999 | Frank Miller   | Frank Miller   | 300                                                                              | Dark Horse        | - Alan Davis, por Justice League of America: The Nail (DC) - Will Eisner, por Family Matter (Kitchen Sink) - David Lapham, por Stray Bullets (El Capitan) - Stan Sakai, por Usagi Yojmbo (Dark Horse) | [ 18 ] |
| 2000 | Dan Clowes     | Dan Clowes     | Eightball                                                                        | Fantagraphics     | - Andre Juillard, por After the Rain (NBM) - David Lapham, por Stray Bullets e Amy Racecar Special #2 (El Capitán) - Brian Talbot, por Heart of Empire (Dark Horse) - Chris Ware, por Acme Novelty Library (Fantagraphics)                                                                                    | [ 19 ] |
| 2001 | Eric Shanower  | Eric Shanower  | Age of Bronze                                                                    | Image Comics      | - Kaiji Kawaguchi, por Eagle (Viz) - Jason Lutes, por Berlin (Drawn & Quarterly) - Joe Sacco, por Safe Area: Gorazde (Fantagraphics) - Yslaire, por From Cloud 99--Memories, Part I (Humanoids) | [ 20 ] |
| 2002 | Dan Clowes     | Dan Clowes     | Eightball                                                                        | Fantagraphics     | - Jessica Abel, por La Perdida (Fantagraphics) - Carla Speed McNeil, por Finder (Lightspeed) - James Sturm, por The Golem's Mighty Swing (Drawn & Quarterly) - Adrian Tomine, por Optic Nerve (Drawn & Quarterly)                                                                                             | [ 21 ] |
| 2003 | Eric Shanower  | Eric Shanower  | Age of Bronze                                                                    | Image             | - Jessica Abel, por La Perdida (Fantagraphics) - Patrick Antangan, por The Yellow Jar (NBM) - Lynda Barry, por One! Hundred! Demons! (Sasquatch Books) - Carla Speed McNeil, por Finder (Lightspeed Press) | [ 22 ] |
| 2004 | Craig Thompson | Craig Thompson | Blankets                                                                         | Top Shelf         | - Jaime Hernandez, por Love and Rockets (Fantagraphics) - Paul Hornschemeier, por Forlorn Funnies (Absence of Ink) - Takehiko Inoue, por Vagabond (Viz) - Paul Pope, por Giant THB v.2 #1 (Horse Press) | [ 23 ] |
| 2005 | Paul Chadwick  | Paul Chadwick  | Concrete: The Human Dilemma                                                      | Dark Horse        | - Dan Clowes, por Eightball #23 (Fantagraphics) - David Lapham, por Stray Bullets (El Capitan) - Stan Sakai, por Usagi Yojimbo (Dark Horse) - Adrian Tomine, por Optic Nerve #9 (Drawn & Quarterly) | [ 24 ] |
| 2006 | Geof Darrow    | Geof Darrow    | Shaolin Cowboy                                                                   | Burlyman          | - Guy Delisle, por Pyongyang (Drawn & Quarterly) - Eric Shanower, por Age of Bronze (Image) - Adrian Tomine, por Optic Nerve #10 (Drawn & Quarterly) - Chris Ware, por Acme Novelty Library #16 (ACME Novelty)                                                                                                | [ 25 ] |
| 2007 | Paul Pope      | Paul Pope      | Batman: Year 100                                                                 | DC                | - Alison Bechdel, por Fun Home (Houghton Mifflin) - Renée French, por The Ticking (Top Shelf) - Gilbert Hernandez, por Love and Rockets, New Tales of Old Palomar (Fantagraphics) e Sloth (Vertigo/DC) - Joann Sfar, por Klezmer, Vampire Loves (First Second)                                                | [ 26 ] |
| 2008 | Chris Ware     | Chris Ware     | Acme Novelty Library #18                                                         | Acme Novelty      | - Jeff Lemire, por Essex County (Top Shelf) - Rutu Modan, por Exit Wounds (Drawn & Quarterly) - Shaun Tan, por The Arrival (Arthur A. Levine/Scholastic) - Fumi Yoshinaga, por Flower of Life e The Moon and Sandals (Digital Manga)                                                                          | [ 27 ] |

## Vencedores deBest Writer/Artist: Humorentre 1995 e 2008
| Ano  | Roteirista       | Ilustrador       | Obra (s)                                                             | Editora               | Indicados | Nota   |
| ---- | ---------------- | ---------------- | -------------------------------------------------------------------- | --------------------- | --- | ------ |

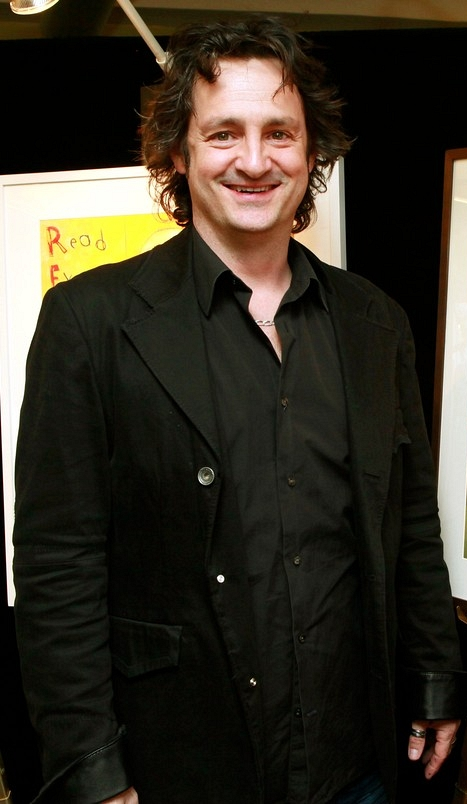
Jeff Smith, criador de Bone, foi vencedor em 1994. Após a criação de uma categoria especificamente para autores humorísticos, acumularia mais duas vitórias em 1995 e 1998.

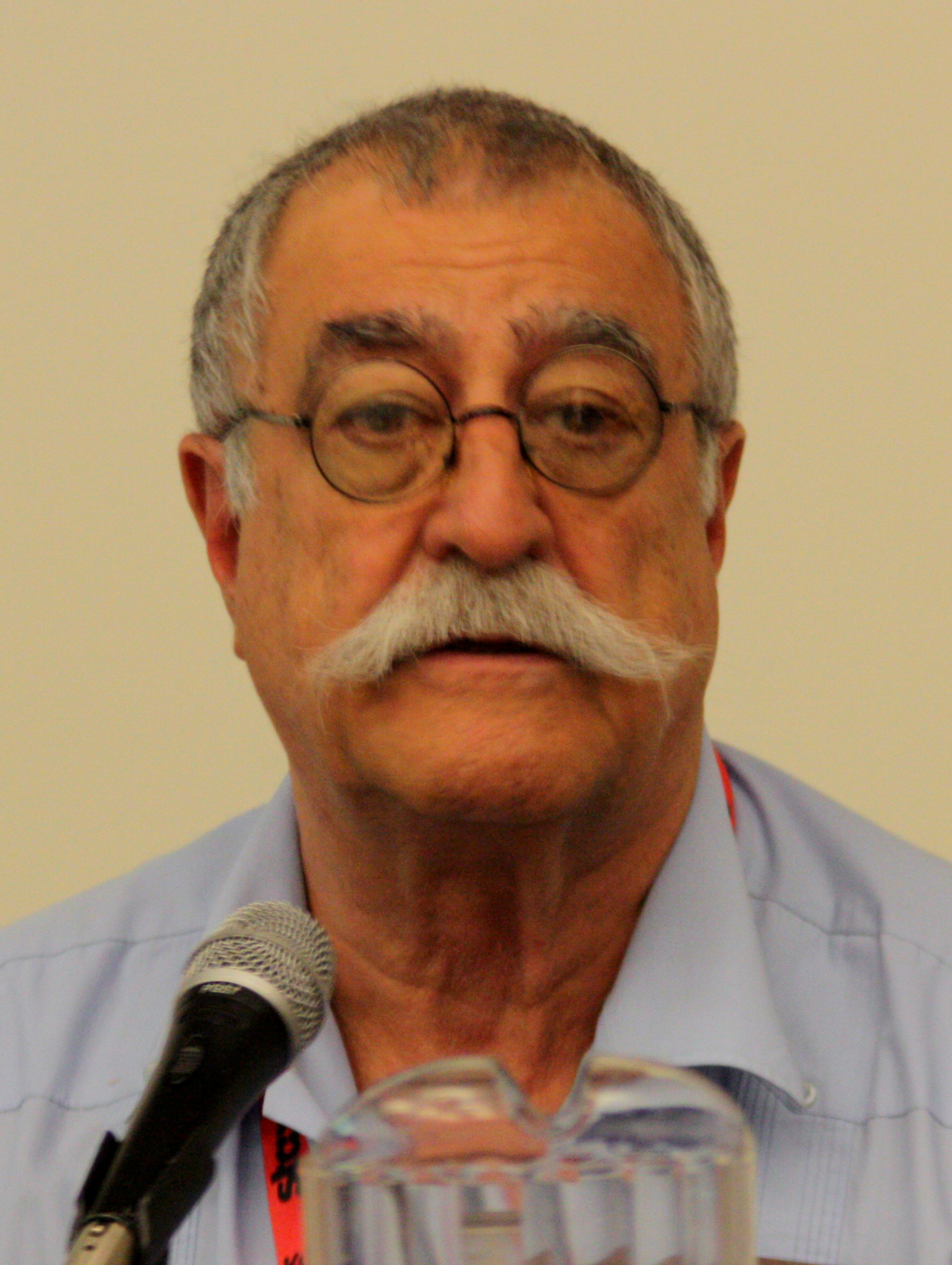
Sergio Aragonés, vencedor em 1996 por seu trabalho na série Groo.

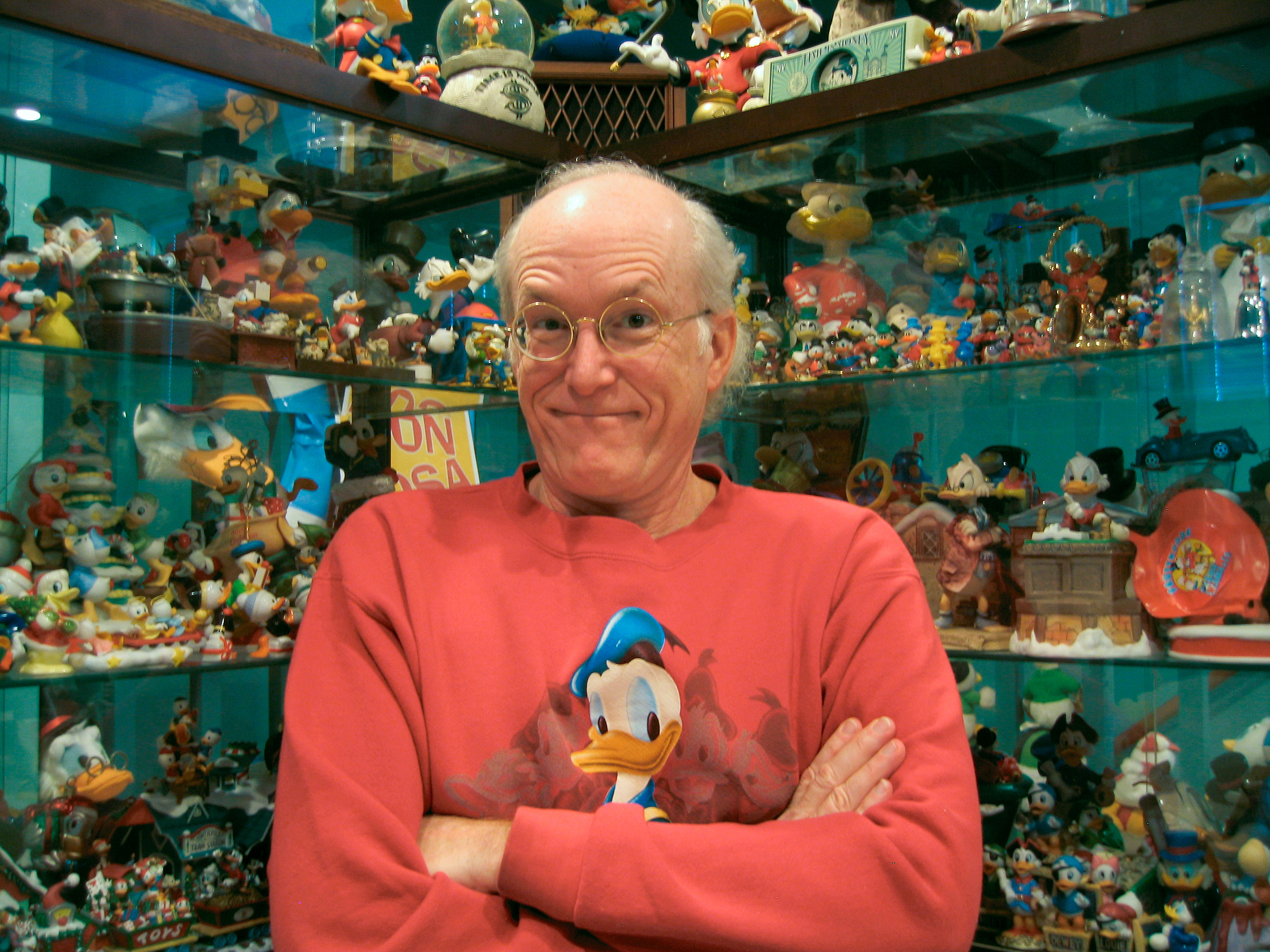
Don Rosa, vencedor em 1997 por seu trabalho em Walt Disney's Comics & Stories e Uncle Scrooge.

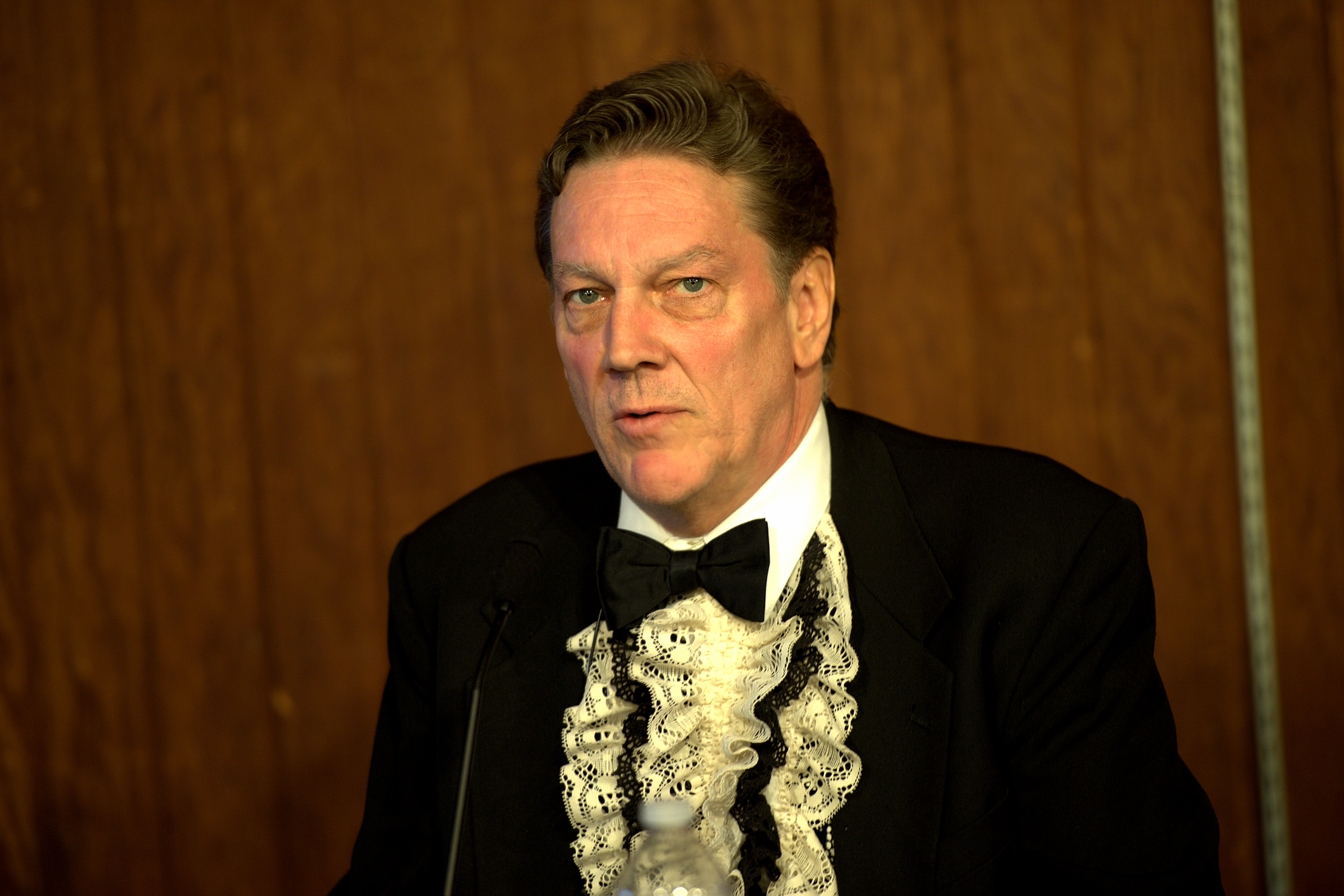
Tony Millionaire, vencedor em 2001, 2003 e 2007 por seu trabalhos nas séries Maakies e Sock Monkey e por Billy Hazelnuts.

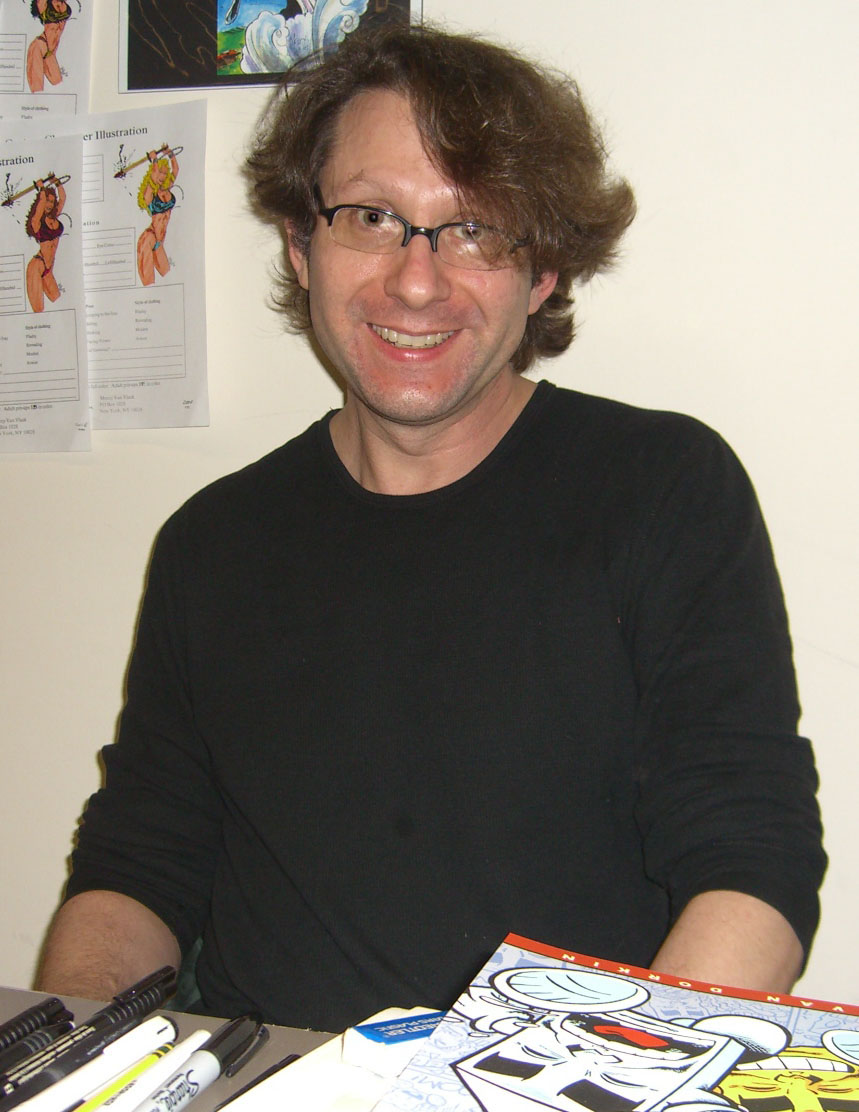
Evan Dorkin, vencedor em 2002.

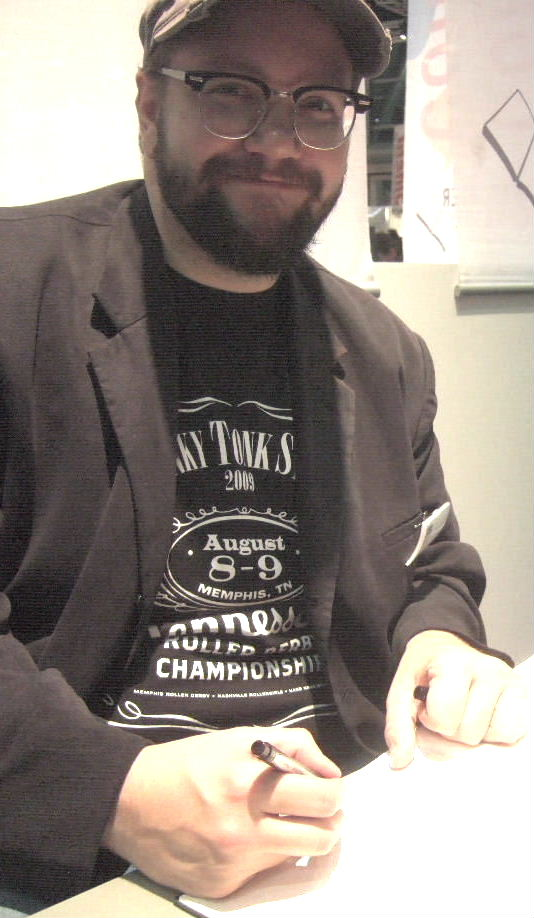
Eric Powell foi indicado à categoria Best Writer/Artist: Humor três vezes em 2004, 2005 e 2006 antes de se sagrar vencedor em 2008.

| 1995 | Jeff Smith       | Jeff Smith       | Bone                                                                 | Cartoon Books         | - Sergio Aragones, por Groo (Epic/Image) - Nina Paley, por Nina's New & Improved All-Time Greatest Collector's Item Classics Comics #1 (Dark Horse) - Don Rosa, por Uncle Scrooge (Gladstone) - Rumiko Takahashi, por Ranma 1/2 (Viz) - Chris Ware, por The Acme Novelty Library (Fantagraphics)                                                     | [ 14 ] |
| 1996 | Sergio Aragones  | Sergio Aragones  | Groo                                                                 | Image Comics          | - Dan Clowes, por Eightball (Fantagraphics) - Kim Deitch, por "The Strange Secret of Molly O'Dare" em Zero Zero (Fantagraphics) - Evan Dorkin, por Instant Piano (Dark Horse), Milk & Cheese #666 e Dork #3 (Slave Labor) - Chris Ware, por The Acme Novelty Library (Fantagraphics) - Jim Woodring, por Jim e Jim Special (Fantagraphics)           | [ 15 ] |
| 1997 | Don Rosa         | Don Rosa         | Walt Disney's Comics & Stories Uncle Scrooge                         | Gladstone             | - Mark Crilley, por Akiko (Sirius) - Marc Hempel, por Tug & Buster (Art & Soul) - Batton Lash, por Wolff & Byrd, Counselors of the Macabre (Exhibit A Press) - Carol Lay, por Joy Ride and Other Stories (Kitchen Sink) - Masashi Tanaka, por Gon (Paradox Press)                                                                                    | [ 16 ] |
| 1998 | Jeff Smith       | Jeff Smith       | Bone                                                                 | Cartoon Books         | - Robert Crumb, por Self-Loathing (Fantagraphics) e Mystic Funnies (Alex Wood) - Bill Morrison, por Roswell, Little Green Man (Bongo) - Masashi Tanaka, por Gon (Paradox Press) - Chris Ware, por The Acme Novelty Library (Fantagraphics) | [ 17 ] |
| 1999 | Kyle Baker       | Kyle Baker       | You Are Here                                                         | DC/Vertigo            | - Roman Dirge, por Lenore (Slave Labor) - Evan Dorkin, por Dork (Slave Labor) - Rich Koslowski, por The 3 Geeks (3 Finger Press) - Batton Lash, por Wolff & Byrd, Counselors of the Macabre e Mavis (Exhibit A Press) | [ 18 ] |
| 2000 | Kyle Baker       | Kyle Baker       | I Die at Midnight                                                    | DC Vertigo            | - Sergio Aragonés por "Xt'Tapalatakettle's Day" em Bart Simpson's Treehouse of Horror #5 (Bongo), por Sergio Aragones' Groo & Rufferto(Dark Horse/Maverick) e pelo trabalho em MAD - Mark Crilley, por Akiko (Sirius) - Jay Hosler, por Clan Apis (Active Synapse) - Lewis Trondheim, por The Nimrod e por "The Beach" em Measles #3 (Fantagraphics) | [ 19 ] |
| 2000 | Kyle Baker       | Kyle Baker       | "Letitia Lerner, Superbaby's Babysitter" em Elseworlds 80-Page Giant | DC Comics             | - Sergio Aragonés por "Xt'Tapalatakettle's Day" em Bart Simpson's Treehouse of Horror #5 (Bongo), por Sergio Aragones' Groo & Rufferto(Dark Horse/Maverick) e pelo trabalho em MAD - Mark Crilley, por Akiko (Sirius) - Jay Hosler, por Clan Apis (Active Synapse) - Lewis Trondheim, por The Nimrod e por "The Beach" em Measles #3 (Fantagraphics) | [ 19 ] |
| 2001 | Tony Millionaire | Tony Millionaire | Maakies                                                              | Fantagraphics         | - Alison Bechdel, por Post-Dykes to Watch Out For (Firebrand) - Ben Katchor, por Julius Knipl: The Beauty Supply District (Pantheon) - Michael Kupperman, por Snake 'n' Bacon Cartoon Cabaret (HarperCollins) - Pete Sickman-Garner, por Hey, Mister (Top Shelf) - Judd Winick, por The Adventures of Barry Ween, Boy Genius 2.0 (Oni)               | [ 20 ] |
| 2001 | Tony Millionaire | Tony Millionaire | Sock Monkey                                                          | Dark Horse/Maverick   | - Alison Bechdel, por Post-Dykes to Watch Out For (Firebrand) - Ben Katchor, por Julius Knipl: The Beauty Supply District (Pantheon) - Michael Kupperman, por Snake 'n' Bacon Cartoon Cabaret (HarperCollins) - Pete Sickman-Garner, por Hey, Mister (Top Shelf) - Judd Winick, por The Adventures of Barry Ween, Boy Genius 2.0 (Oni)               | [ 20 ] |
| 2002 | Evan Dorkin      | Evan Dorkin      | Dork                                                                 | Slave Labor           | - Tom Beland, por True Story, Swear to God (Clib's Boy Comics) - Chynna Clugston-Major, por Blue Monday: Absolute Beginners (Oni) - Makoto Kobayashi, por "What's Michael?" em Super Manga Blast (Dark Horse) - Chris Ware, por Acme Novelty Library (Fantagraphics) - Judd Winick, por The Adventures of Barry Ween, Boy Genius (Oni)               | [ 21 ] |
| 2003 | Tony Millionaire | Tony Millionaire | House at Maakies Corner                                              | Fantagraphics         | - Kim Deitch, por Stuff of Dreams (Fantagraphics) - John "Derf" Beckderf, por Trashed: True Tales from the Back of a Garbage Truck (SLG) - Roger Langridge, por Fred the Clown (Hotel Fred Press) | [ 22 ] |
| 2004 | Kyle Baker       | Kyle Baker       | The New Baker                                                        | Kyle Baker Publishing | - Tony Millionaire, por Sock Monkey (Dark Horse) - Eric Powell, por The Goon (Dark Horse) - Joann Sfar, por Little Vampire Does Kung Fu! e Little Vampire Goes to School (Simon & Shuster) - Jeff Smith, por Bone (Cartoon Books) | [ 23 ] |
| 2004 | Kyle Baker       | Kyle Baker       | Plastic Man                                                          | DC                    | - Tony Millionaire, por Sock Monkey (Dark Horse) - Eric Powell, por The Goon (Dark Horse) - Joann Sfar, por Little Vampire Does Kung Fu! e Little Vampire Goes to School (Simon & Shuster) - Jeff Smith, por Bone (Cartoon Books) | [ 23 ] |
| 2005 | Kyle Baker       | Kyle Baker       | Plastic Man                                                          | DC                    | - Phil Foglio, por Girl Genius (Airship Entertainment) - Scott Kurtz, por PvP (Image) - Eric Powell, por The Goon (Dark Horse) - Johnny Ryan, por Angry Youth Comix (Fantagraphics) | [ 24 ] |
| 2005 | Kyle Baker       | Kyle Baker       | Kyle Baker, Cartoonist                                               | Kyle Baker Publishing | - Phil Foglio, por Girl Genius (Airship Entertainment) - Scott Kurtz, por PvP (Image) - Eric Powell, por The Goon (Dark Horse) - Johnny Ryan, por Angry Youth Comix (Fantagraphics) | [ 24 ] |
| 2006 | Kyle Baker       | Kyle Baker       | The Bakers                                                           | Kyle Baker Publishing | - Paige Braddock, por Jane's World (Girl Twirl) - Bryan Lee O'Malley, por Scott Pilgrim vs. the World (Oni) - Eric Powell, por The Goon (Dark Horse) - Seth, por Wimbledon Green (Drawn & Quarterly) | [ 25 ] |
| 2006 | Kyle Baker       | Kyle Baker       | Plastic Man                                                          | DC                    | - Paige Braddock, por Jane's World (Girl Twirl) - Bryan Lee O'Malley, por Scott Pilgrim vs. the World (Oni) - Eric Powell, por The Goon (Dark Horse) - Seth, por Wimbledon Green (Drawn & Quarterly) | [ 25 ] |
| 2007 | Tony Millionaire | Tony Millionaire | Billy Hazelnuts                                                      | Fantagraphics         | - Ivan Brunetti, por Schizo (Fantagraphics) - Lilli Carré, por Tales of Woodsman Pete (Top Shelf) - Michael Kupperman, por Tales Designed to Thrizzle (Fantagraphics) - Lewis Trondheim, por A.L.I.E.E.E.N. (First Second) e Mr. I (NBM) | [ 26 ] |
| 2007 | Tony Millionaire | Tony Millionaire | Sock Monkey: The Inches Incident                                     | Dark Horse            | - Ivan Brunetti, por Schizo (Fantagraphics) - Lilli Carré, por Tales of Woodsman Pete (Top Shelf) - Michael Kupperman, por Tales Designed to Thrizzle (Fantagraphics) - Lewis Trondheim, por A.L.I.E.E.E.N. (First Second) e Mr. I (NBM) | [ 26 ] |
| 2008 | Eric Powell      | Eric Powell      | The Goon                                                             | Dark Horse            | - Kyle Baker, por The Bakers: Babies and Kittens (Image) - Fred Chao, por Johnny Hiro (AdHouse) - Brandon Graham, por King City (Tokyopop) e Multiple Warheads (Oni) - James Stokoe, por Wonton Soup (Oni) | [ 27 ] |

## Vencedores deBest Writer/Artistdesde 2009
| Ano  | Roteirista        | Ilustrador        | Obra (s)                                                               | Editora            | Indicados | Nota                 |
| ---- | ----------------- | ----------------- | ---------------------------------------------------------------------- | ------------------ | --- | -------------------- |

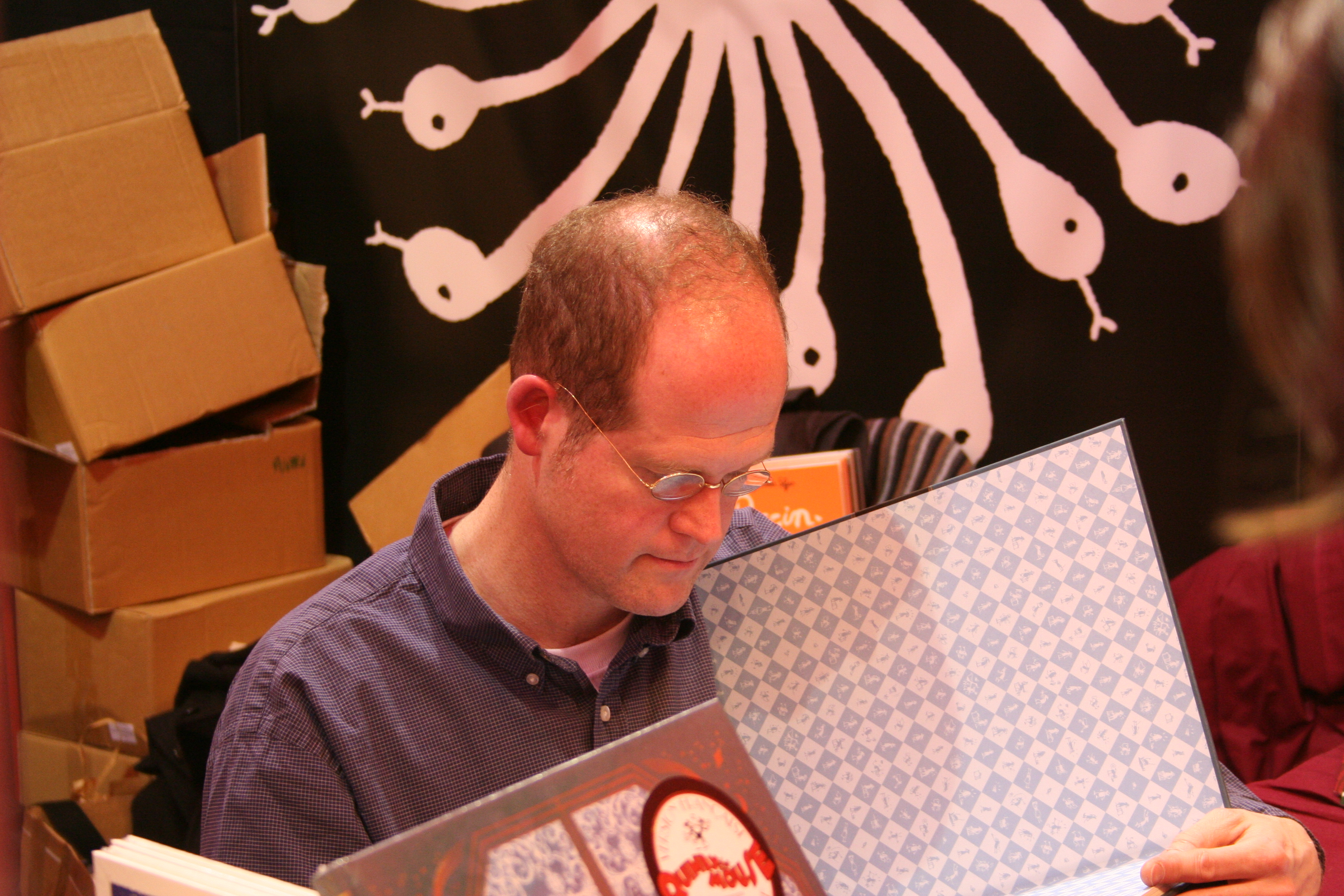
Chris Ware em foto de 2009, ano em que foi vencedor da categoria Best Writer/Artist. No ano anterior, ele já havia sido bem-sucedido na categoria Best Writer/Artist: Drama. Em ambas a oportunidade seu sucesso se deu em razão do trabalho em Acme Novelty Library. Em 2013 voltaria a ser vencedor, por Building Stories.

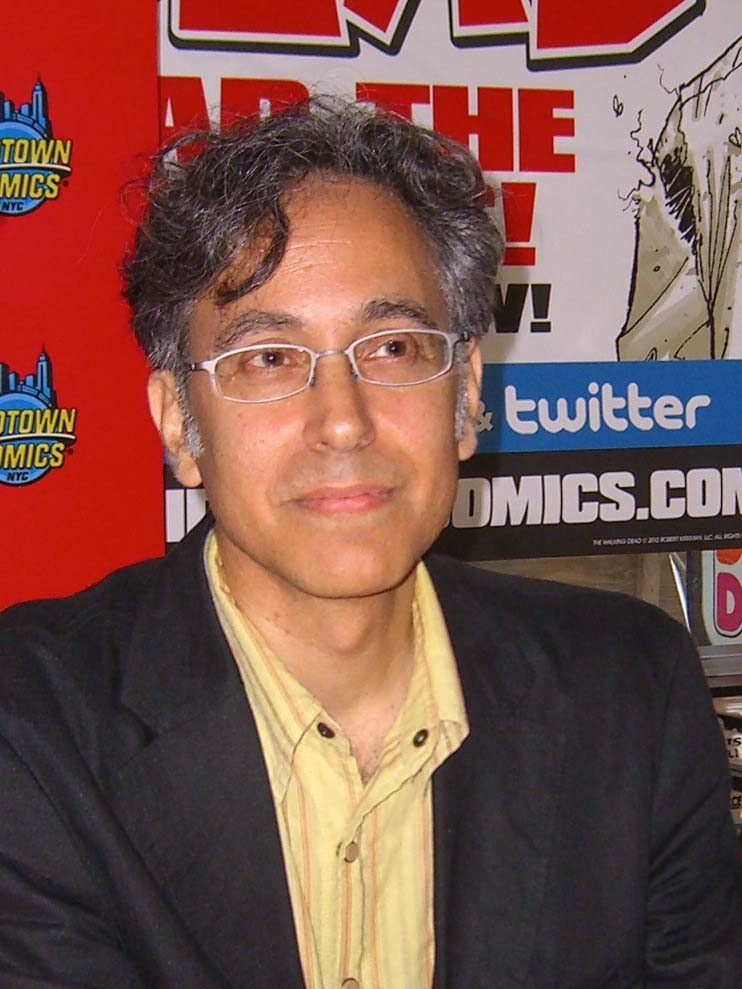
David Mazzuchelli, vencedor em 2010 por seu trabalho em Asterios Polyp.

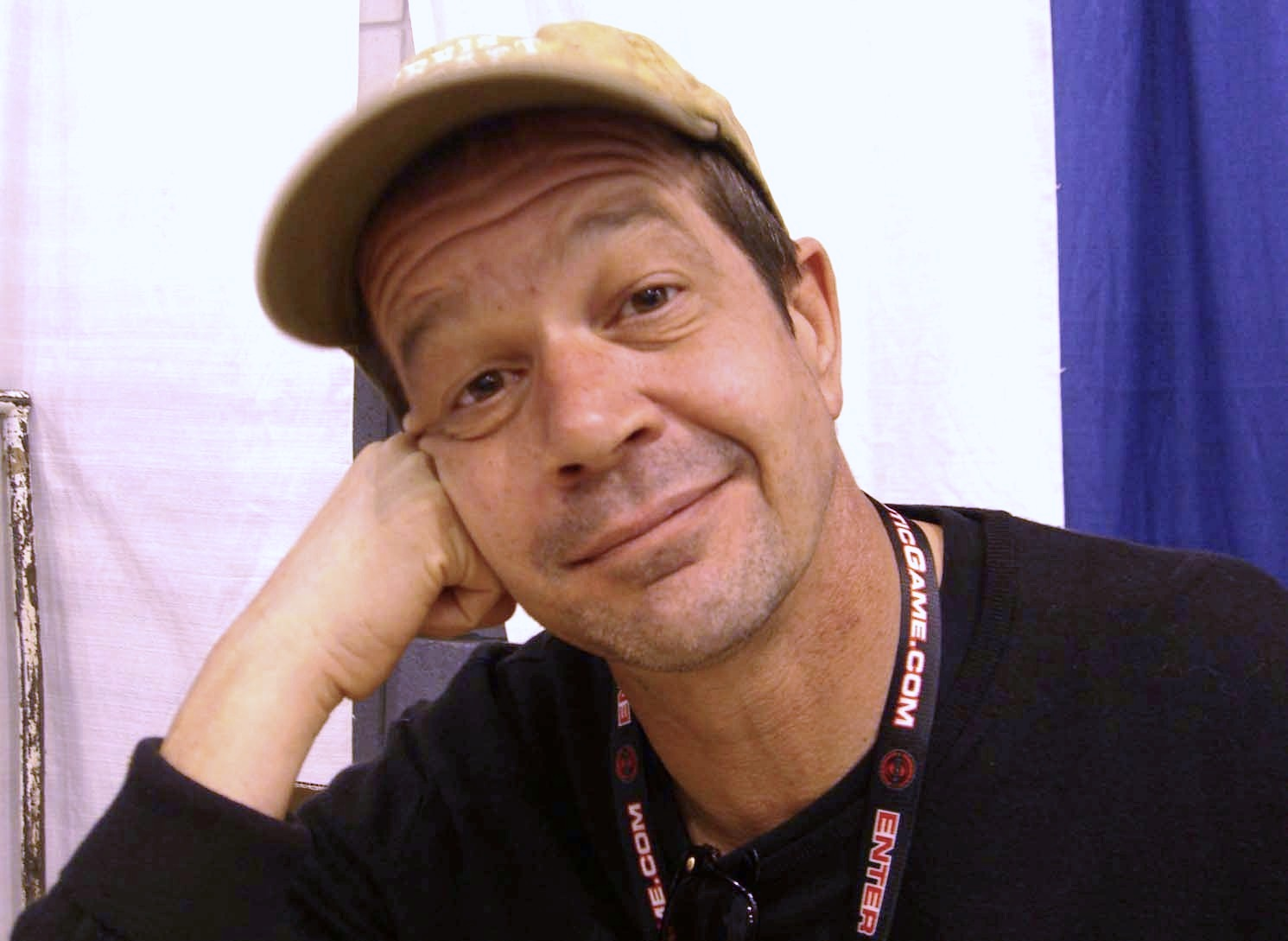
Darwyn Cooke, vencedor em 2011.

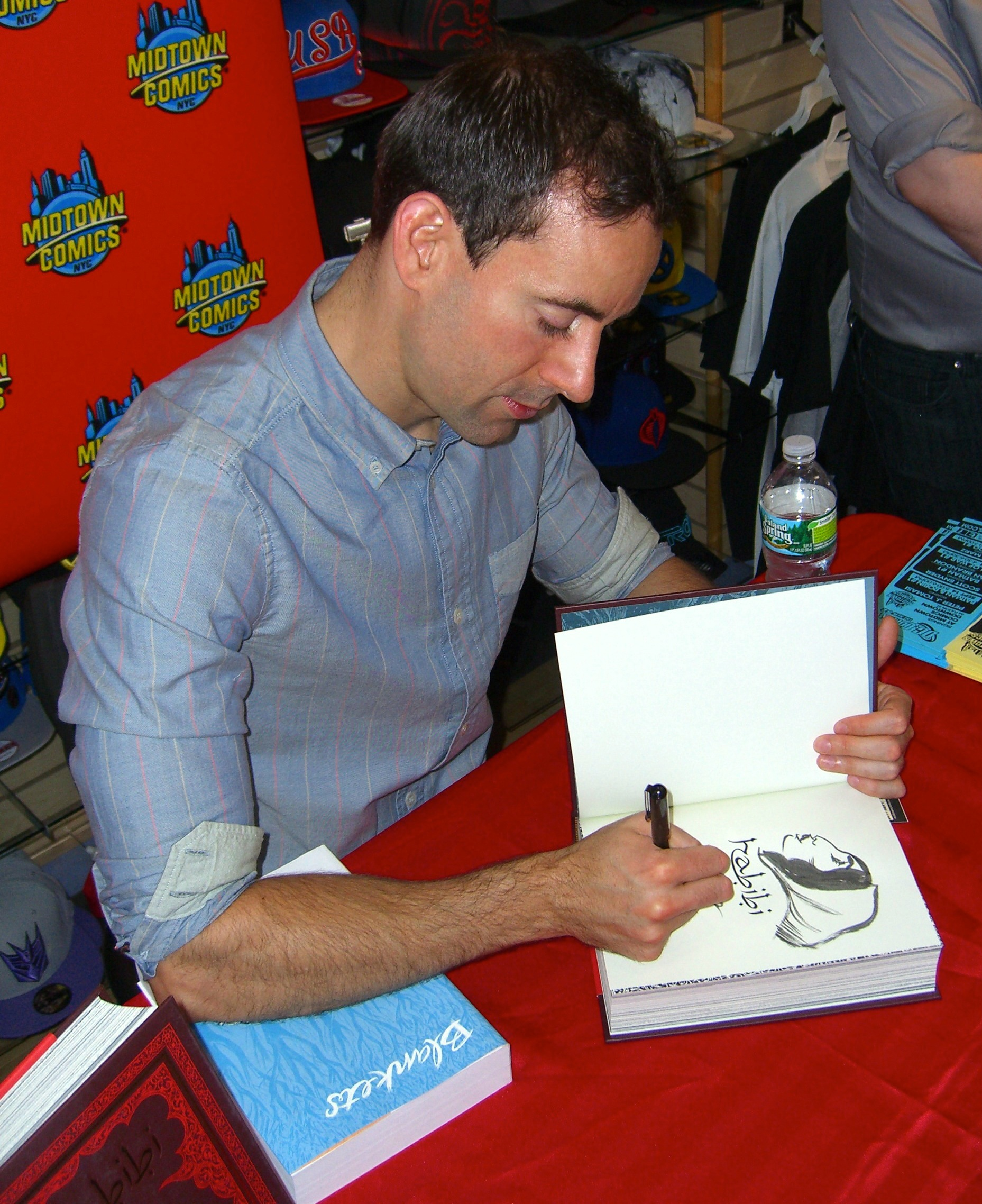
Craig Thompson autografa um exemplar de Habibi, obra que lhe rendeu sua segunda vitória em 2012.

| 2009 | Chris Ware        | Chris Ware        | Acme Novelty Library                                                   | Acme               | - Ricky Geary, por A Treasury of XXth Century Murder: The Lindbergh Child (NBM) e J. Edgar Hoover (Hill & Wang) - Emmanuel Guibert, por Alan's War (First Second) - Jason Lutes, por Berlin (Drawn & Quarterly) - Cyril Pedrosa, por Three Shadows (First Second) - Nate Powell, por Swallow Me Whole (Top Shelf)                                              | [ 28 ]               |
| 2010 | David Mazzuchelli | David Mazzuchelli | Asterios Polyp                                                         | Pantheon           | - Darwyn Cooke, por Richard Stark's Parker: The Hunter (IDW) - Robert Crumb, por The Book of Genesis Illustrated (Norton) - Terry Moore, por Echo (Abstract Books) - Naoki Urasawa, por 20th Century Boys e Pluto: Urasawa X Tezuka (VIZ Media) | [ 29 ]               |
| 2011 | Darwyn Cooke      | Darwyn Cooke      | Richard Stark's Parker: The Outfit                                     | IDW                | - Dan Clowes, por Wilson (Drawn & Quarterly) - Joe Kubert, por Dong Xoai, Vietnam 1965 (DC) - Terry Moore, por Echo (Abstract Studio) - James Sturm, por Market Day (Drawn & Quarterly) - Naoki Urasawa, por 20th Century Boys (VIZ Media) | [ 30 ]               |
| 2012 | Craig Thompson    | Craig Thompson    | Habibi                                                                 | Pantheon           | - Rick Geary, por The Lives of Sacco e Vanzetti (NBM) - Terry Moore, por Rachel Rising (Abstract Studio) - Sarah Oleksyk, por Ivy (Oni) - Jim Woodring, por Congress of the Animals (Fantagraphics) e "Harvest of Fear" em The Simpsons' Treehouse of Horror #17 (Bongo)                                                                                       | [ 31 ]               |
| 2013 | Chris Ware        | Chris Ware        | Building Stories                                                       | Pantheon           | - Charles Burns, por The Hive (Pantheon) - Gilbert Hernandez, por Love and Rockets New Stories, vol. 5 (Fantagraphics) - Jaime Hernandez, por Love and Rockets New Stories, vol. 5 (Fantagraphics) - Luke Pearson, por Hilda and the Midnight Giant, Everything We Miss (Nobrow) - C. Tyler, por You’ll Never Know, Book 3 : A Soldier’s Heart (Fantagraphics) | [ 32 ]               |
| 2014 | Jaime Hernandez   | Jaime Hernandez   | Love and Rockets New Stories #6                                        | Fantagraphics      | - Isabel Greenberg, por The Encyclopedia of Early Earth (Little, Brown) - Terry Moore, por Rachel Rising (Abstract Studio) - Luke Pearson, por Hilda and the Bird Parade (Nobrow) - Matt Phelan, por Bluffton: My Summers with Buster (Candlewick) - Judith Vanistendael, por When David Lost His Voice (SelfMadeHero)                                         | [ 2 ]                |
| 2015 | Raina Telgemeier  | Raina Telgemeier  | Sisters                                                                | Graphix/Scholastic | - Sergio Aragonés, por Sergio Aragonés Funnies (Bongo) e Groo vs. Conan (Dark Horse) - Charles Burns, por Sugar Skull (Pantheon) - Stephen Collins, por The Giant Beard That Was Evil (Picador) - Richard McGuire, por Here (Pantheon) - Stan Sakai, por Usagi Yojimbo: Senso e Usagi Yojimbo Color Special: The Artist (Dark Horse)                           | [ 33 ] [ 34 ]        |
| 2016 | Bill Griffith     | Bill Griffith     | Invisible Ink: My Mother's Secret Love Affair with a Famous Cartoonist | Fantagraphics      | - Nathan Hale, por Nathan Hale's Hazardous Tales: The Underground Abductor (Abrams) - Sydney Padua, por The Thrilling Adventures of Lovelace and Babbage (Pantheon) - Ed Piskor, por Hip-Hop Family Tree, vol. 3 (Fantagraphics) - Noah Van Sciver, por Fante Bukowski, Saint Cole (Fantagraphics)                                                             | [ 35 ]               |
| 2017 | Sonny Liew        | Sonny Liew        | The Art of Charlie Chan Hock Chye                                      | Pantheon           | - Jessica Abel, por Trish Trash: Roller Girl of Mars (Papercutz/Super Genius) - Box Brown, por Tetris: The Games People Play (First Second) - Tom Gauld, por Mooncop (Drawn & Quarterly) - Tom Hart, por Rosalie Lightning: A Graphic Memoir (St. Martin’s) | [ 36 ]               |
| 2018 | Emil Ferris       | Emil Ferris       | My Favorite Thing Is Monsters                                          | Fantagraphics      | - Lorena Alvarez, por Night Lights (Nobrow) - Chabouté, por Alone, The Park Bench (Gallery 13/Simon & Schuster) e Moby Dick (Dark Horse) - Cathy Malkasian, por Eartha (Fantagraphics) - Jiro Taniguchi, por Furari, Louis Vuitton Travel Guide: Venice (Fanfare/Ponent Mon)                                                                                   | [ 37 ] [ 38 ] [ 39 ] |
| 2019 | Jen Wang          | Jen Wang          | The Prince and the Dressmaker                                          | First Second       | - Sophie Campbell, por Wet Moon (Oni) - Nick Drnaso, por Sabrina (Drawn & Quarterly) - David Lapham, por Lodger (Black Crown/IDW) e Stray Bullets (Image) - Nate Powell, por Come Again (Top Shelf/IDW) - Tony Sandoval, por Watersnakes (Magnetic/Lion Forge)                                                                                                 | [ 40 ] [ 41 ]        |
| 2020 | Raina Telgemeier  | Raina Telgemeier  | Guts                                                                   | Scholastic Graphix | - Nina Bunjevac, por Bezimena (Fantagraphics) - Mira Jacob, por Good Talk (Random House); “The Menopause” in The Believer (June 1, 2019) - Keum Suk Gendry-Kim, por Grass (Drawn & Quarterly) - James Stokoe, por Sobek (Shortbox) - Tillie Walden, por Are You Listening? (First Second/Macmillan)                                                            | [ 42 ]               |